# Dianthus legionensis
Dianthus legionensis är en nejlikväxtart som först beskrevs av Heinrich Moritz Willkomm, och fick sitt nu gällande namn av Frederic Newton Williams. Dianthus legionensis ingår i släktet nejlikor, och familjen nejlikväxter. Inga underarter finns listade i Catalogue of Life.